# پیتر لولین دیویس
پیتر لولین دیویس(انگلیسی: Peter Llewelyn Davies؛ زادۀ ۲۵ فوریه ۱۸۹۷- درگذشتۀ ۵ آوریل ۱۹۶۰) پنجمین پسر آرتور و سیلویا لولین دیویس بود که با جی. ام. بری دوست شد و بعداً به‌طور غیر رسمی توسط جی. ام. بری به فرزندی پذیرفته شد. بری او را به‌عنوان منبع نام شخصیت اصلی در نمایشنامه پیتر پن یا پسری که بزرگ نمی‌شود در سال ۱۹۰۴ معرفی کرد. این هویت به‌عنوان«پیتر پن» اصلی در تمام طول زندگی دیویس را آزار داد که به خودکشی ختم شد. او پس از خدمت به‌عنوان افسر در جنگ جهانی اول، نشان صلیب نظامی را دریافت کرد و در سال ۱۹۲۶ انتشارات پیتر دیویس ال‌تی‌دی را تأسیس کرد. او پسر عموی نویسندۀ انگلیسی دافنه دوموریه بود.

## درگذشت
در ۵ آوریل ۱۹۶۰، پس از معطل ماندن در هتل رویال کورت، دیویس ۶۳ ساله به سمت ایستگاه میدان اسلون در نزدیکی مترو لندن رفت و در حالی که مترو در حال حرکت به سمت ایستگاه بود، خود را زیر آن انداخت. هیئت منصفه پزشکی قانونی اعلام کرد که او در حالی که تعادل ذهنش مختل شده بود، خودکشی کرده است. گزارش‌های روزنامه‌ها از مرگ او در تیترهای خود از او با عنوان «پیتر پن» یاد می‌کنند.